# Premier lycée de Kragujevac
Le premier lycée de Kragujevac (en serbe cyrillique : Зграда Прве крагујевачке гимназије ; en serbe latin : Zgrada Prve kragujevačke gimnazije) se trouve à Kragujevac, dans le district de Šumadija, en Serbie. Il est inscrit sur la liste des monuments culturels de grande importance de la république de Serbie (identifiant no SK 346).

## Présentation

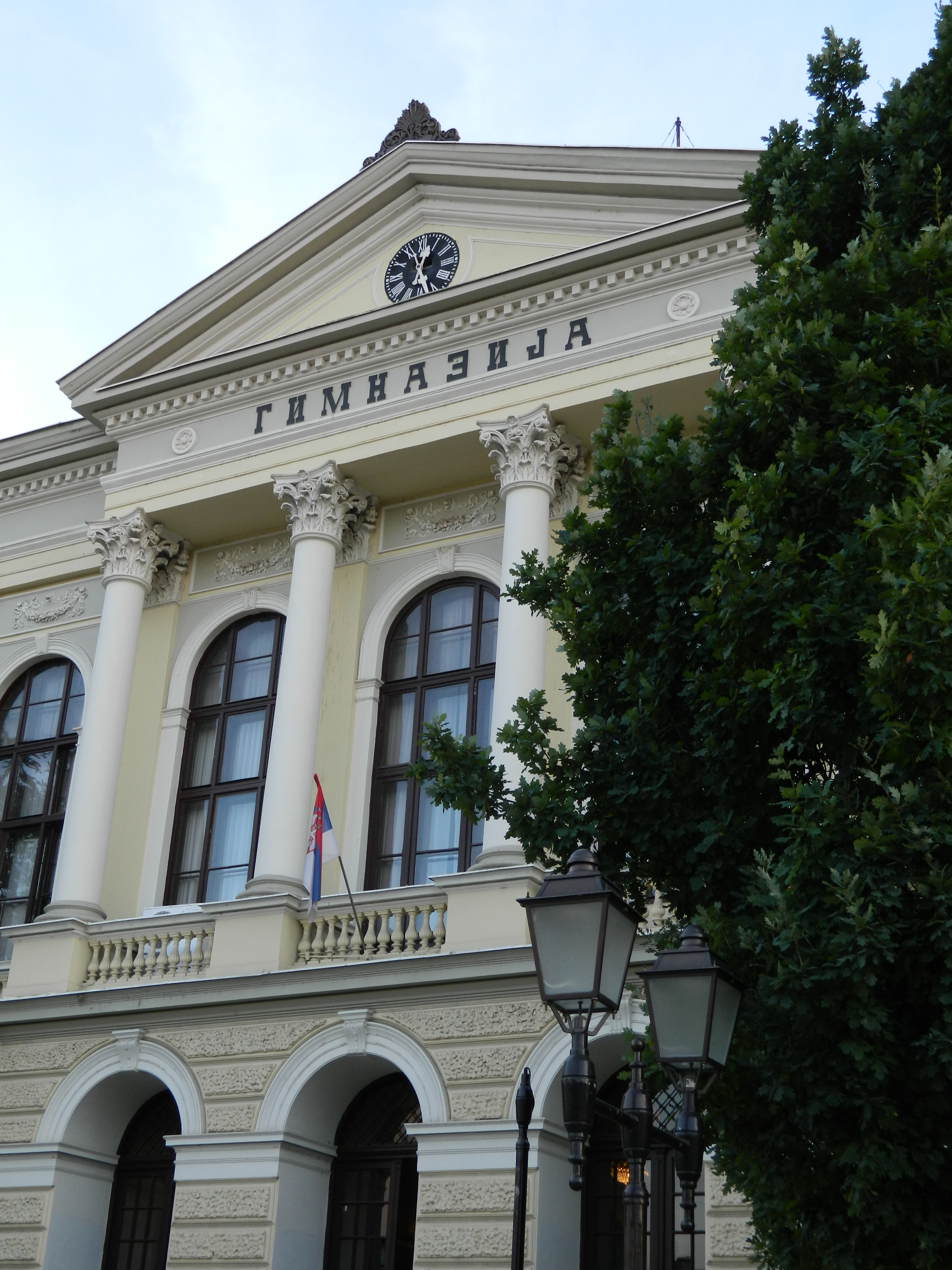
Détail de la façade.

Le bâtiment a été construit entre 1885 et 1887, selon un projet dessiné au ministère de la Construction ; il a été réalisé par l'entrepreneur Marko O. Marković.
Constitué d'un rez-de-chaussée et d'un étage, il est caractéristique du style éclectique. La façade principale est symétrique avec une grande avancée centrale ; les fenêtres de cette avancée sont cintrées, tandis que les ouvertures latérales supportent des architraves. Au rez-de-chaussée de l'avancée centrale se trouve un portique au-dessus duquel s'ouvre une terrasse ; elle se termine par un fronton triangulaire.
Le lycée revêt une importante valeur historique : y sont passées des personnalités comme Svetozar Marković, Stojan Protić, Nikola Pašić, Đura Jakšić, Radoje Domanović ou encore Stevan Jakovljević. Pendant la Seconde Guerre mondiale, les nazis ont arrêté et fusillés 300 élèves et 18 professeurs.
Des travaux ont été réalisés sur le bâtiment en 1983-1984 puis en 1999-2004.

## Anciens élèves
- Jovan Ristić (1831-1899), diplomate, homme politique
- Radoje Domanović (1873-1908), écrivain et professeur
- Gorica Popović (née en 1952), actrice
- Marija Šerifović (née en 1984), chanteuse[2] ;